# Іван Новицький (єпископ)
Іван Євангеліста Новицький (25 грудня 1894, Коломия - 14 серпня 1973, Любачів) — католицький релігійний діяч, титулярний єпископ Пуп’янський, апостольський адміністратор Львівської архідієцезії з осідком у Любачеві.

## Життєпис
Походив з Коломиї, син ремісника Еміля і Сабіни, уродженої Ґонсіоровські. Навчався в школі в Коцмані на Буковині, 1914 року вступив до духовної семінарії у Львові. У 1915-1919 роках навчався на Богословському факультеті Львівського університету, був висвячений на католицького священика 29 травня 1919 року.
Працював вікарієм на парафіях св. Миколая у Львові, в Сереті (Буковина), в Аданці (Глібока, біля Чернівців). У 1924 році він виїхав до Риму для подальшого навчання – вивчав канонічне право в Григоріанському університеті, а також практикував у Римській Роті та Конгрегації Собору. 
1927 року отримав ступінь доктора канонічного права і повернувся до душпастирської праці; у Львові був вікарієм парафії св. Єлизавети та кафедральної парафії. Крім того, виконував обов’язки вчителя релігії у Львівських школах, а з 1931 р. — віце-ректор духовної семінарії; в архиєпархіальній курії працював захисником подружжя, промотором справедливості та референдарієм. З лютого 1937 р. читав лекції на богословському факультеті Львівського університету; у 1938 році опублікував свою докторську дисертацію «Відставка парафіяльних священиків у канонічному праві». Незадовго до початку війни він здобув кваліфікацію на факультеті католицької теології Варшавського університету; ІІ Світову війну перебував у Львові.
1945 року в рамках репатріації католицької Львівської семінарії було переведено до Кальварії Зебжидовської. 

1950 року почав працювати в Люблінському католицькому університеті як доцент, читаючи лекції з історії джерел канонічного права та публічного церковного права на факультеті канонічного права. Обрання Новіцького восени 1951 року ректором Люблінського католицького університету не було схвалено державною владою; потім перейшов на службу до єпископського двору в Любліні (ревізор). Був активним членом Наукового товариства Люблінського католицького університету, де виконував обов’язки генерального секретаря. Він також був генеральним каноніком і папським внутрішнім прелатом (10 квітня 1959).
15 червня 1964 р. обраний капітулярним вікарієм Львівської архиєпархії з осідком у Любачеві. 28 березня 1968 року Папа Павло VI номінував його титулярним єпископом Пуп’янським, а невдовзі (18 грудня 1968 року) — став апостольським адміністратором.
Він був автором багатьох публікацій з канонічного права. В рамках своєї роботи в Науковому товаристві готував матеріали для Католицької Енциклопедії.
Помер від серцевого нападу і похований у Любачеві.